# Pożary lasów w Rosji (2010)

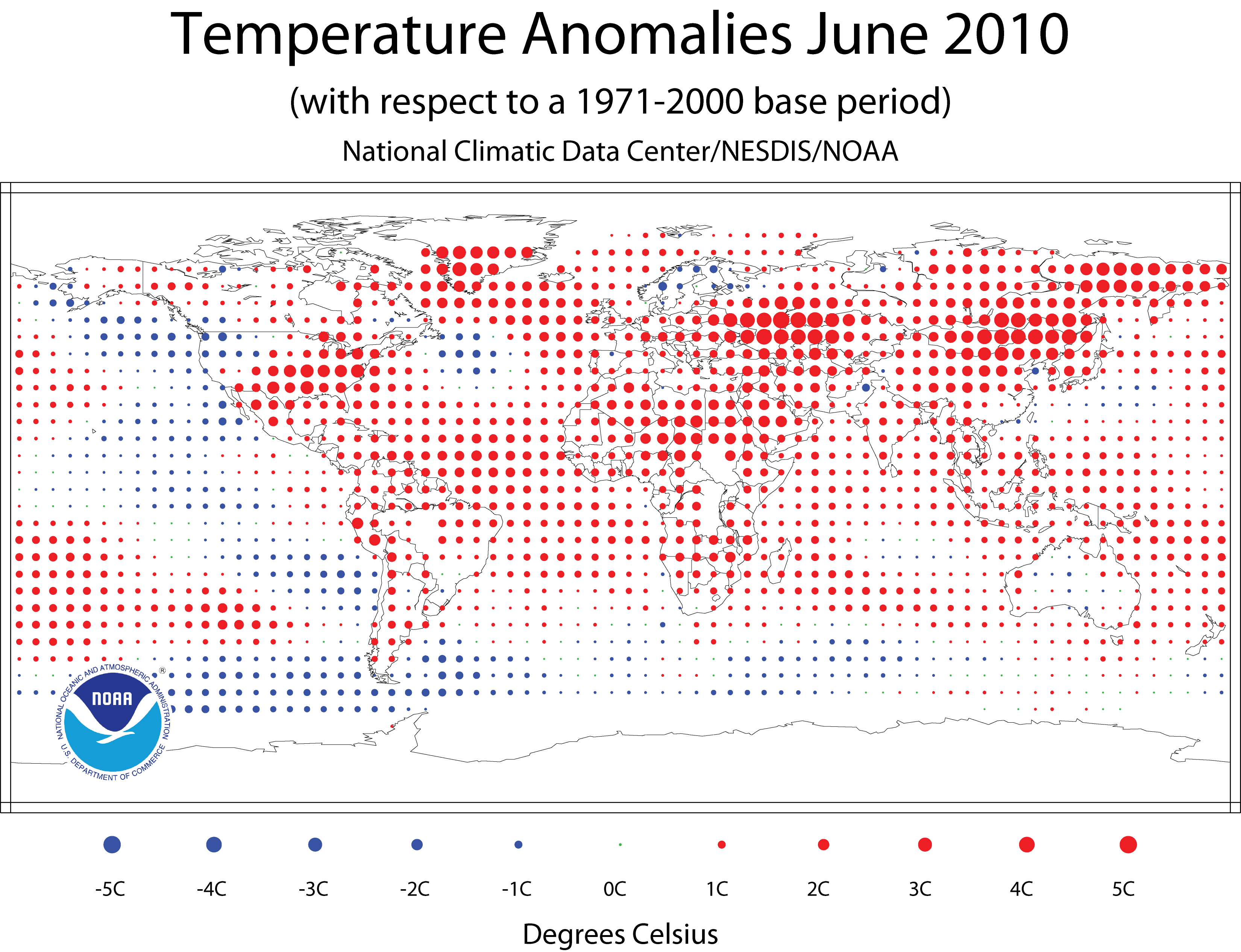
Globalne anomalia temperaturowe w czerwcu 2010

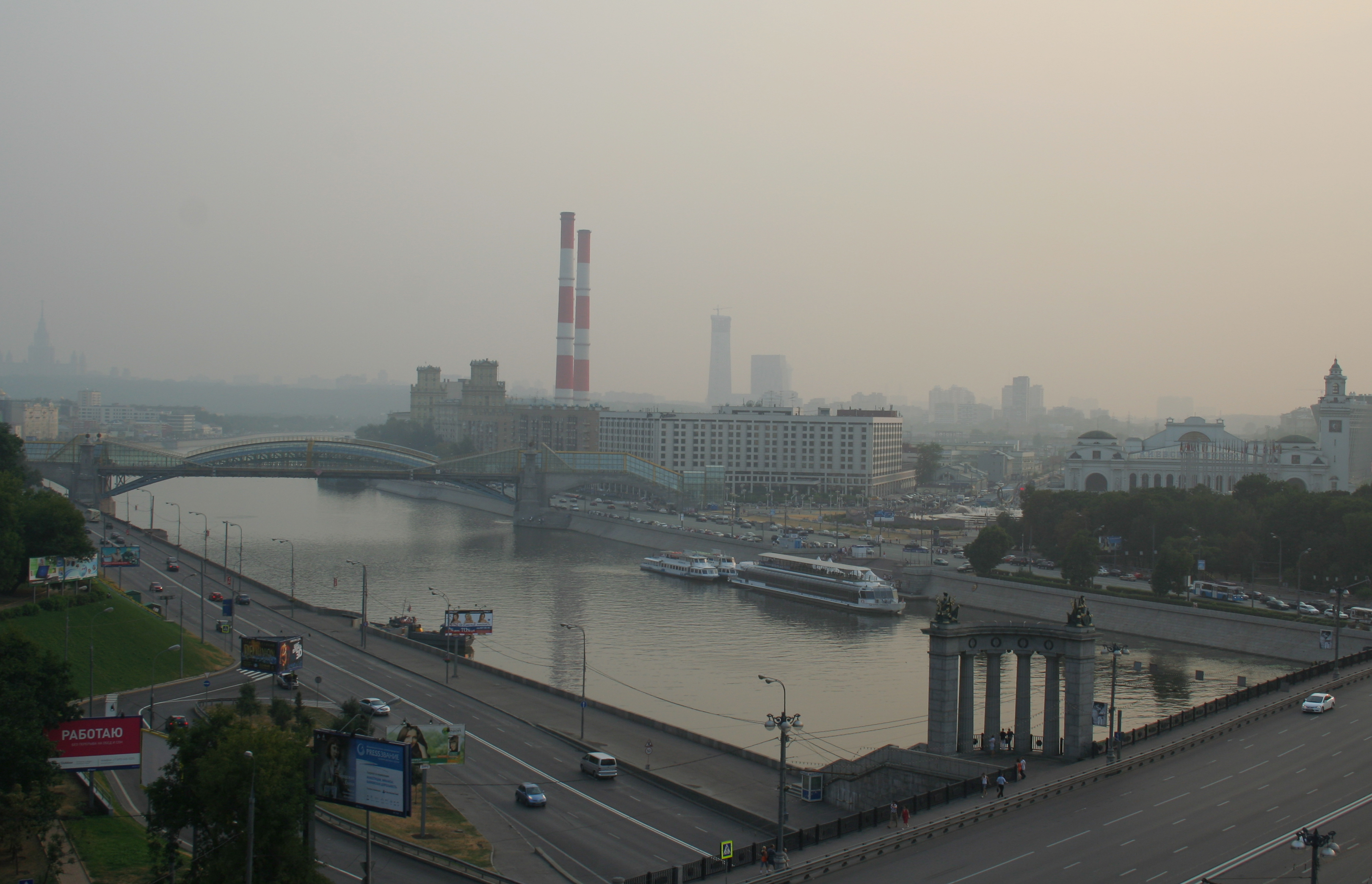
Stolica Rosji, Moskwa spowita smogiem

Pożary lasów w Rosji wywołane suszą, które nawiedziły obszar Rosji od końca lipca do początku września 2010. W żywiole zginęły 54 osoby, wiele zostało poszkodowanych. Ogień strawił ponad 2000 budynków. W akcji ratunkowej brali udział strażacy, wojsko oraz inne służby ratunkowe. Do walki z pożarem włączali się także zwykli ludzie, próbujący uratować swój dobytek.
Prezydent Dmitrij Miedwiediew ogłosił stan wyjątkowy w 7 regionach z powodu pożarów, a w 28 innych z powodu nieurodzaju wywołanego suszą.

## Preludium
W 2010 roku w Rosji, począwszy od przełomu maja i czerwca, panowała sucha i gorąca pogoda. 12 czerwca temperatura po raz pierwszy osiągnęła 35 °C (na początku czerwca temperatura rzadko osiąga 30 °C). W drugiej połowie czerwca na terenach znajdujących się głównie w Azji, jak również części tajgi temperatura osiągała ok. 38–40 °C. Ciepłe powietrze przenosiło się na zachód od Uralu, a w połowie lipca osiedliło się w europejskiej części Rosji.
25 czerwca w Biełogorsku została zanotowana najwyższa temperatura w azjatyckiej części Rosji – 42,3 °C, pobijając poprzedni rekord 41,7 °C z 21 lipca 2004. 11 lipca w miejscowości Jaszkul została zanotowana najwyższa temperatura w Rosji – 44 °C, pobijając rekord 43,8 °C z 6 sierpnia 1940.
Średnie temperatury w tym regionie wyniosły ponad 35 °C. 26 lipca średnia temperatura w europejskiej części Rosji wyniosła 40 °C w ciągu dnia. W lipcu w dużej części europejskiej Rosji temperatura osiągała ponad 7 °C więcej niż normalnie.

## Akcja ratunkowa
Akcja ratunkowa była prowadzona nieustannie, 24 godziny na dobę. Przez długi czas ratownicy Federacji Rosyjskiej nie byli w stanie zapanować nad szalejącym żywiołem. Stolica Rosji, Moskwa znajdowała się w coraz większym niebezpieczeństwie. Szkodliwe gazy w powietrzu przekroczyły trzykrotnie normy bezpieczeństwa. W mieście niemal całą dobę panowała temperatura ponad 30 stopni Celsjusza. W wyniku tragicznego obrotu sprawy premier Polski, Donald Tusk złożył na ręce Władimira Putina kondolencje oraz wyrazy szacunku.

## Wpływ na zdrowie
W Moskwie liczba zgonów wzrosła do 700 dziennie, dwukrotnie powyżej średniej, oświadczył Andriej Seltowski. Obwiniał o to wysokie temperatury i duszący smog. Upały w Rosji mogą być największe od 1000 lat i mogą być przyczyną śmierci ponad 15 000 osób.
Pożary dotknęły również obszary zanieczyszczone przez katastrofę w Czarnobylu. Głównie okolice Briańska i tereny przygraniczne z Ukrainą i Białorusią, przez co radioaktywne cząsteczki mogły się dostać do powietrza i rozprzestrzenić na większe obszary. Rząd Rosji wskazuje, że nie było dostrzegalne zwiększenie promieniowania.
Francuski Instytut Ochrony Radiologicznej i Bezpieczeństwa Jądrowego wydał własną analizę ryzyka pożaru w Czarnobylu 12 sierpnia stwierdzając, że obecnie brak jest zagrożenia dla zdrowia, ale możliwy jest wzrost promieniowania w przyszłości.

## Reakcje międzynarodowe
Do walki z pożarami stopniowo włączają się ratownicy z innych krajów. W akcji ratunkowej udział brali strażacy z Polski, Serbii, Włoch, Ukrainy, Białorusi, Armenii, Kazachstanu, Azerbejdżanu, Bułgarii, Litwy, Iranu, Estonii, Uzbekistanu, Wenezueli, Francji oraz Niemiec.

### Pomoc z Polski
7 sierpnia do Rosji wyruszyło 155 polskich strażaków, do których dyspozycji jest ponad 40 wozów ratownictwa gaśniczego oraz cysterny, w tym największa w Polsce cysterna, należąca do podlaskiej straży pożarnej. Ratownicy wyruszyli w drogę kolumną ze sprzętem po godzinie 12 z Suwałk. Wrócili do kraju 21 sierpnia w sobotę po południu, wszyscy – 159 ludzi – wrócili do Polski zdrowi, nikt nie ucierpiał w akcji.
13 października prezydent Rosji Dmitrij Miedwiediew wręczył na Kremlu wysokie odznaczenia państwowe rosyjskim oraz zagranicznym ratownikom i strażakom, którzy wyróżnili się w walce z pożarami lasów, jakie latem tego roku ogarnęły jego kraj. Wśród 46 odznaczonych był też Polak starszy brygadier Tomasz Rzewuski z Komendy Głównej Straży Pożarnej. Miedwiediew uhonorował go Orderem Męstwa.